# Enbun
Enbun (japanisch 延文) ist eine japanische Ära (Nengō) von April 1356 bis April 1361 nach dem gregorianischen Kalender. Der vorhergehende Äraname ist Bunna, die nachfolgende Ära heißt Kōan. Die Ära fällt in die Regierungszeit des Thronprätendenten Go-Kōgon.
Der erste Tag der Enbun-Ära entspricht dem 29. April 1356, der letzte Tag war der 13. April 1361. Die Enbun-Ära dauerte sechs Jahre oder 1811 Tage.

## Ereignisse
- 1358 Nitta Yoshioki wird durch Ertränken hingerichtet
- 1360 Hosokawa Kiyōji trifft bei der Burg Akasaka auf die Truppen von Kusunoki Masanori